# 沙尔凯西
沙尔凯西，是匈牙利费耶尔州所辖的一个村。总面积14.79平方公里，总人口613，人口密度41.4人/平方公里（2011年1月1日）。